# Crocallis auberti
Crocallis auberti là một loài bướm đêm trong họ Geometridae.